# UPnP
UPnP (Universal Plug and Play) je skup mrežnih protokola koji omogućavaju automatsko pronalaženje, priključivanje i korišćenje uređaja koji su priključeni na računarsku mrežu. Primeri uređaja koji mogu da koriste ove protokole su lični računari, printeri, Internet gejtevejji, Vaj-faj mesta pristupa i mobilni uređaji. UPnP omogućava lako međusobno otkrivanje uređaja na mreži i uspostavljanje funkcionalnog mrežnog servisa za razmenu podataka, komunikaciju, i zabavu. UPnP je prvenstveno namenjen za kućne mreže bez uređaja poslovne klase.
UPnP tehnologiju promoviše UPnP Forum. To je inicijativa računarske industrije namenjena omogućavanju jednostavne i robustne povezanosti samostalnih uređaja i ličnih računara različitih proizvođača. Forum se sastoji od preko osamsto proizvođača, koji pokrivaju oblasti od potrošačke elektronike do mrežnog računarstva.
UPnP je konceptualni produžetak plug-and-play protokola, tehnologije za dinamičko povezivanje urešaja direktno na računar, mada UPnP nije direktno srodan sa ranijom plug-and-play tehnologijom. UPnP uređaji su „plug-and-play“ u smislu da kad su povezani na mrežu oni automatski uspostavljaju radne konfiguracije sa drugim uređajima.

## Literatura
- Golden G. Richard: Service and Device Discovery : Protocols and Programming, McGraw-Hill Professional,  0-07-137959-2
- Michael Jeronimo, Jack Weast: UPnP Design by Example: A Software Developer's Guide to Universal Plug and Play, Intel Press,  0-9717861-1-9

## Spoljašnje veze
- [http://www.upnp-database.info/